# 蓋尼特拉
蓋尼特拉（阿拉伯语：‎）是摩洛哥位於塞布河的海口城市，也是西部-舍拉拉德-貝尼赫森大區的首府，2004年人口359,142。蓋尼特拉市內有兩個鐵路站，列車每隔30分鐘開出前往拉巴特和達爾貝達，連接丹吉爾的高速鐵路計劃在2013年落成。

## 友好城市
- 法國 贝尔热拉克